# Qualificazioni al campionato mondiale femminile di calcio 2007
Questa voce raccoglie un approfondimento sulle gare di qualificazione alla fase finale del campionato mondiale femminile di calcio 2007.

## CAF
Come nel ciclo precedente dei Mondiali, il campionato africano ha avuto la funzione di torneo di qualificazione; inizialmente previsto in Gabon, ma successivamente per problemi organizzativi disputato in Nigeria. La vincitrice e la finalista si sono automaticamente qualificate alla fase finale della competizione.
Squadre qualificate:
- Nigeria (vincitrice campionato africano 2006)
- Ghana (finalista campionato africano 2006)

## AFC
Come nel ciclo precedente dei Mondiali, la Coppa d'Asia femminile 2006 è servita da torneo di qualificazione, originariamente prevista in Giappone ma successivamente dopo l'entrata della Federazione calcistica dell'Australia in quella della Asian Football Confederation, l'Australia ne ha ottenuto i diritti nel febbraio 2006. La Cina già qualificata come paese organizzatore e vincitrice del torneo ha concesso la qualificazione diretta alla seconda finalista, alla 3ª classificata mentre la 4° dovrà effettuare uno spareggio contro la terza del girone CONCACAF.
Squadre qualificate:
- Australia (finalista AFC Women's Championship);
- Corea del Nord (3° AFC Women's Championship);
- Giappone (vincitrice dello spareggio contro il Messico);
- Cina (paese organizzatore).

## UEFA
Un totale di 25 squadre considerate di Prima Categoria nel calcio europeo sono divise in 5 gruppi dove le vincitrici vengono qualificate automaticamente alla fase finale della competizione.
Squadre qualificate:
- Norvegia (1ª classificata nel gruppo 1);
- Svezia (1ª classificata nel gruppo 2);
- Germania (1ª classificata nel gruppo 3);
- Danimarca (1ª classificata nel gruppo 4);
- Inghilterra (1ª classificata nel gruppo 5).

## CONCACAF
Come negli ultimi Mondiali, la Women's Gold Cup organizzata dalla CONCACAF è servita da torneo di qualificazione che si è svolta tra il 19 e 26 novembre 2006. La vincitrice e finalista sono qualificate direttamente alla fase finale mentre la 3ª classificata dovrà disputare uno spareggio contro la 4° della AFC.
Squadre qualificate:
- Stati Uniti (vincitrice Women's Gold Cup);
- Canada (finalista Women's Gold Cup).

## OFC
La vincitrice del torneo OFC Women's Championship 2007 viene automaticamente qualificata alla fase finale del mondiale.
Squadra qualificata:
- Nuova Zelanda (vincitrice del OFC Women's Championship)

## CONMEBOL
L'edizione del Campionato sudamericano femminile di calcio del 2006 ha determinato le squadre automaticamente qualificate alla fase finale del mondiale. In origine il torneo di qualificazione avrebbe dovuto essere effettuato durante l'VIII Giochi sudamericani di Buenos Aires ma quando il comitato ha esonerato il calcio tra le competizioni, la Federazione calcistica dell'Argentina è stata costretta a organizzare velocemente un girone di qualificazione dove le prime due classificate vanno dirette nella fase finale della competizione.
Squadre qualificate:
- Argentina (vincitrice della Copa América Femenina)
- Brasile (2° nella Copa América Femenina)

## Spareggio AFC-CONCACAF
Allo spareggio hanno preso parte il Giappone, quarta classificata nella Coppa d'Asia femminile 2006, e il Messico, terzo classificato nella Women's Gold Cup. La vincitrice si è qualificata al campionato mondiale. Il sorteggio per definire chi giocava in casa la gara di andata si è tenuto a Tokyo il 15 dicembre 2006. La gara di andata si è disputata 10 marzo 2007 e la gara di ritorno il 17 marzo 2007.
| Squadra 1 | Totale | Squadra 2 | Andata | Ritorno |
| --------- | ------ | --------- | ------ | ------- |
| Giappone  | 3 - 2  | Messico   | 2 - 0  | 1 - 2   |